# International Society of Soil Science
Die International Society of Soil Science (ISSS, deutsch Internationale Gesellschaft der Bodenwissenschaften) war der Dachverband zahlreicher nationaler Bodenkunde Gesellschaften u. a. der Deutschen Bodenkundlichen Gesellschaft.

## Geschichte
Die ISSS wurde 1924 von überwiegend europäischen Wissenschaftler der Bodenkunde gegründet. Die wichtigsten Gründungsziele waren die Standardisation von Regeln zur Bodenanalyse und Bodenklassifikation. Seit der Gründung wurden zahlreiche Weltkongresse abgehalten, die Hälfte davon in Europa. In den verschiedenen Fachkommissionen und Arbeitsgruppen wurden Fragen der Bodenforschung und landwirtschaftlicher Bodenbearbeitung diskutiert. Die Zahl der Mitglieder stieg von 550 (1950) auf 7000 im Jahr 1998.
Als wichtigster wissenschaftlicher Beitrag der ISSS wird die Weltbodenkarte betrachtet, die in den 1960er und 1970er Jahren entstand. Im Jahr 1998 wurde die ISSS umstrukturiert und umbenannt in International Union of Soil Sciences (IUSS).